# 1929 w polityce

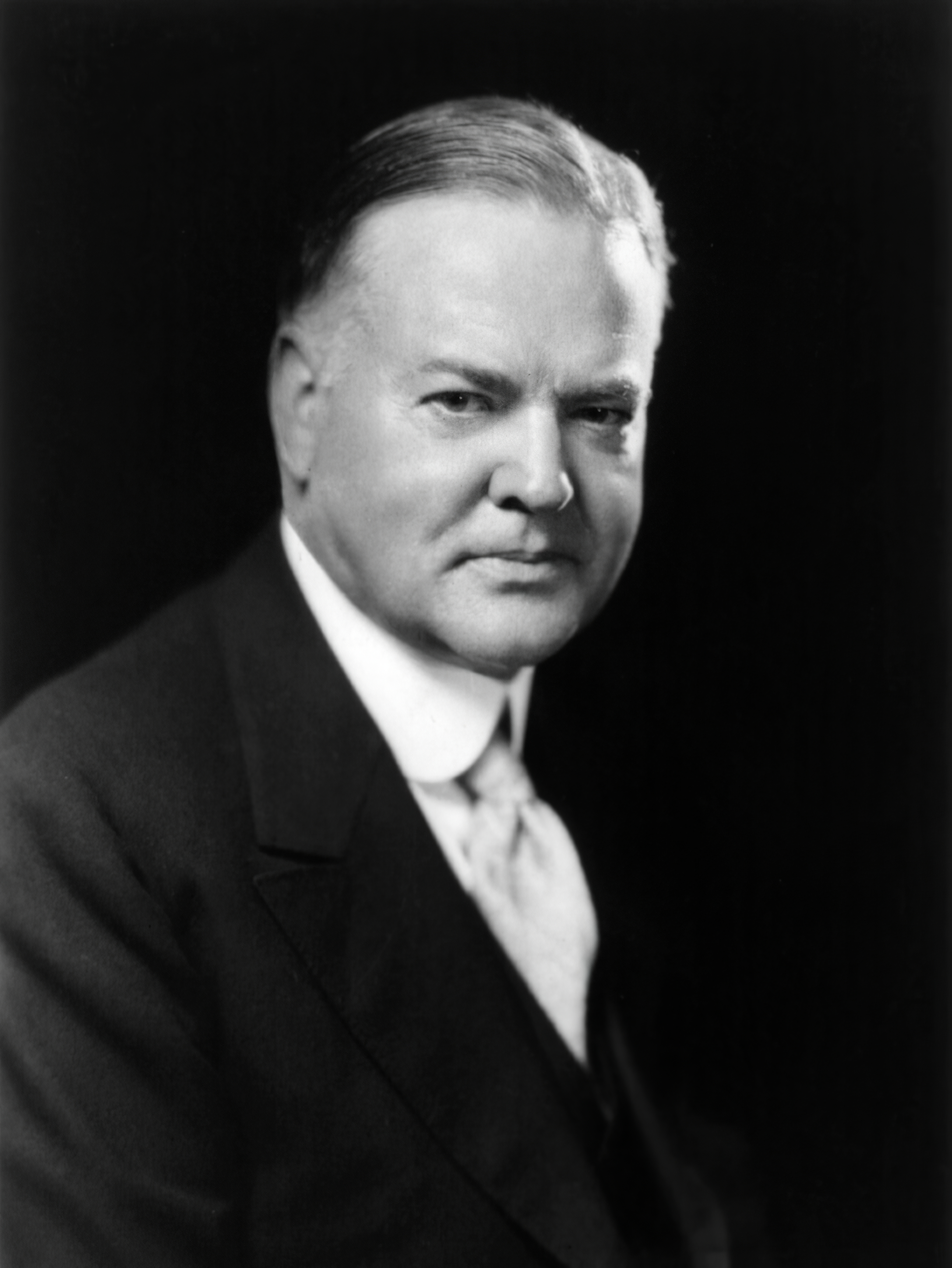
Herbert Hoover

Wydarzenia polityczne w 1929 roku.

## Styczeń
- 6 stycznia – Aleksander I Karadziordziewić zawiesił konstytucję i rozwiązał parlament Skupsztinę. Jego decyzja była podyktowana utrzymaniem jedności Królestwa Serbów, Chorwatów i Słoweńców. Nowym premierem kraju został generał Petar Živković[1].
- 27 stycznia – w Wiedniu odbył się zjazd działaczy ukraińskich organizacji narodowościowych. Podczas zjazdu powołano Organizację Ukraińskich Nacjonalistów[1].

## Luty
- 11 lutego – w Pałacu Laterańskim przywódca Włoch Benito Mussolini i kardynał Pietro Gasparri podpisali traktaty laterańskie regulujące stosunki pomiędzy Włochami a Stolicą Apostolską[1].
- 13 lutego – zmarł Muhammad VI, bej Tunisu[2].

## Marzec
- 4 marca – Herbert Hoover został zaprzysiężony jako prezydent Stanów Zjednoczonych[3][4].

## Kwiecień
- 14 kwietnia – Kazimierz Świtalski został desygnowany na urząd premiera[5].

## Sierpień
- 7 sierpnia – zmarł Charles Hahn Albrecht, amerykański prawnik i dyplomata[6].
- 11 sierpnia – w Zurychu działacze Światowej Organizacji Syjonistycznej powołali do życia Agencję Żydowską[1].

## Wrzesień
- Powstał Centrolew[7].

## Październik
- 3 października – król Aleksander I Karadziordziewić wydał dekret o zmianie nazwy państwa Królestwa Serbów, Chorwatów i Słoweńców na Królestwo Jugosławii[1].
- 16 października – nowym władcą Afganistanu został Mohammad Nader Szah[1].
- 24 października – krach na Wall Street (Czarny czwartek). Początek Wielkiego kryzysu w Stanach Zjednoczonych[8].

## Listopad
- 9 listopada – Estonia, Łotwa, Litwa, Polska, Rumunia i Związek Socjalistycznych Republik Radzieckich podpisały deklarację wyrzeczenia się wojny jako środka rozwiązywania konfliktów[7].
- 24 listopada – zmarł Georges Clemenceau, premier Francji[9][10].

## Grudzień
- 10 grudnia – Pokojową Nagrodę Nobla otrzymał Frank Billings Kellogg[1].